# Altengesees
Altengesees is een  dorp in de Duitse gemeente Remptendorf in het Saale-Orla-Kreis in Thüringen. Het dorp wordt voor het eerst genoemd in  1517. 
Tot 1999 was Altengesees een zelfstandige gemeente. In dat jaar werd het samen met een aantal andere kleine gemeenten in de omgeving bij Remptendorf gevoegd. 